# Gerard Broens
Gerardus Mattheüs (Gerard) Broens (Overasselt, 16 maart 1940 – Hoorn, 4 mei 2012) was een Nederlands politicus van het CDA.
Hij was gemeenteraadslid en wethouder in Overasselt voordat die gemeente op 1 januari 1980 opging in de gemeente Heumen en had die functies daarna in de fusiegemeente. In april 1983 werd hij de burgemeester van de Noord-Hollandse gemeente Drechterland wat Broens zou blijven tot zijn vervroegde pensionering in 2004.
Op 26 april 2002 werd Gerard Broens benoemd tot Ridder in de Orde van Oranje Nassau vanwege zijn verdiensten als bestuurder van provinciale en landelijke muziekorganisaties.
Eind februari 2012 overleed zijn vrouw aan kanker en ruim twee maanden later overleed hijzelf, op 72-jarige leeftijd, eveneens aan kanker.